# Braulidae
Famille
Genres de rang inférieur
- Braula
- Megabraula

Les poux des abeilles  forment une famille (Braulidae) de sept espèces de petites mouches (diptères) au physique aberrant, aptères, en forme de tonnelet, mesurant moins de 1,5 mm de long et vivant en ectoparasites des abeilles. Les larves consomment la cire et le pollen emmagasinés.

## Genres et espèces
La famille Braulidae compte deux genres et 7 espèces :
- genre Braula
  - Braula coeca
  - Braula kohli
  - Braula orientalis
  - Braula pretoriensis
  - Braula schmitzi
- genre Megabraula
  - Megabraula antecessor
  - Megabraula onerosa